# QNX
QNX (prononcé Q-N-X ou Q-nix) est un système d'exploitation temps réel multitâche compatible POSIX qui intègre un micro-noyau, conçu principalement pour le marché des systèmes embarqués tels que les voitures mais aussi pour les industries et les services médicaux des hôpitaux.
Il fut initialement développé dans les années 1980 par une société canadienne du nom de Quantum Software Systems (d’où son nom Quantum's Network eXecutive => QNX), renommé plus tard QNX Software Systems, acquis par BlackBerry en 2010.

## Description
Ses principaux concurrents sur le marché des systèmes d'exploitation temps réel sont VxWorks et FreeRTOS.
La société canadienne éditrice de QNX et son équipe de programmeurs ont rejoint en 2004 le groupe Harman International en tant que division indépendante . En 2010, le groupe Harman revend QNX Software Systems à Blackberry.

## Sécurité
En avril 2021, un groupe de recherche en sécurité de Microsoft révèle la vulnérabilité BadAlloc. Par la suite, en fin de période estivale, il sera reproché à BlackBerry d'avoir tenté de dissimuler cette faille majeure à ses partenaires et leurs clients finaux, jusqu'à l'intervention des autorités fédérales.